# All for You (album)
All for You is het zevende studioalbum van de Amerikaanse zangeres Janet Jackson. Het album is uitgebracht door Virgin Records op 24 april 2001.

## Tracklisting
1. 'Intro' - 1:00
2. 'You Ain't Right' (Jackson/Harris/Lewis/Stinson) – 4:32
3. 'All for You' (Jackson/Harris/Lewis/Garfield/Romani/Malavasi) – 5:30
4. '2way4you" (Interlude)' - 0:19
5. 'Come on Get Up' (Jackson/Harris/Lewis/Stinson) – 4:47
6. 'When We Oooo' (Jackson/Harris/Lewis) – 4:34
7. 'China Love' (Jackson/Harris/Lewis) – 4:36
8. 'Love Scene (Ooh Baby)' (Jackson/Harris/Lewis) – 4:16
9. 'Would You Mind' (Jackson/Harris/Lewis/Stinson) – 5:31
10. 'Lame (Interlude)' - 0:11
11. 'Trust A Try' (Jackson/Harris/Lewis/Stinson) – 5:16
12. 'Clouds (Interlude)' - 0:19
13. 'Son of a Gun (I Betcha Think This Song is About You)' (met Carly Simon) (Jackson/Harris/Lewis/Simon) – 5:56
14. 'Truth' (Jackson/Harris/Lewis/Wright/Vincent) – 6:45
15. 'Theory (Interlude)' - 0:26
16. 'Someone To Call My Lover' (Jackson/Harris/Lewis/Bunnell) – 4:32
17. 'Feels So Right' (Jackson/Harris/Lewis/Stinson) – 4:42
18. 'Doesn't Really Matter' (Jackson/Harris/Lewis) -4:25
19. 'Better Days' (Jackson/Harris/Lewis) – 5:05
20. 'Outro' - 0:09